# Fisico & politico (singolo)
Fisico & politico è un singolo del cantautore italiano Luca Carboni, pubblicato il 6 settembre 2013 come primo estratto dalla raccolta omonima.

## Descrizione
Traccia d'apertura dell'album, Fisico & politico ha visto la partecipazione vocale del rapper italiano Fabri Fibra, il quale ha curato anche la stesura dei testi e della musica. Alla musica ha inoltre collaborato Michele Canova Iorfida, produttore del brano.
Una versione alternativa del brano, denominata Pinaxa Version, è stata pubblicata come bonus track dell'edizione digitale della raccolta in vendita sull'iTunes Store.

## Video musicale
Il videoclip, diretto da Fabio Jansen, è stato pubblicato in anteprima il 5 settembre 2013 attraverso il sito del Corriere della Sera.

## Tracce
Testi di Luca Carboni, Fabrizio Tarducci, musiche di Luca Carboni, Fabrizio Tarducci, Michele Canova Iorfida.
1. Fisico & politico – 4:22

## Formazione
- Luca Carboni – voce
- Fabri Fibra – voce
- Vince Pastano – chitarra acustica
- Michael Landau – chitarra elettrica
- Michele Canova Iorfida – tastiera
- Christian Rigano – programmazione, tastiera

## Riconoscimenti
Con Fisico & politico Luca Carboni e Fabri Fibra hanno ricevuto due nomination ai Rockol Awards 2013, precisamente nelle categorie Miglior singolo italiano e Miglior video italiano.

## Classifiche
| Classifica (2013) | Posizione massima |
| ----------------- | ----------------- |
| Italia            | 14                |